# Henri Béraud

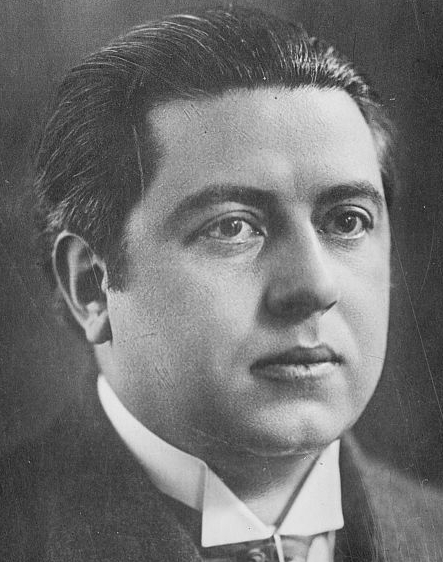
Henri Béraud

Henri Béraud (* 21. September 1885 in Lyon; † 24. Oktober 1958 in Saint-Clément-des-Baleines, Insel Ré) war ein französischer Schriftsteller und Journalist. 1922 erhielt er den Prix Goncourt für die Romane Le vitriol de la lune und Le martyre de l’obèse (Martyrium eines Übergewichtigen). Neben Romanen schrieb er Reportage-Bücher. In den Jahren der deutschen Besatzung Frankreichs war er ein Kollaborateur und veröffentlichte antisemitische Schriften.

## Leben
Henri Béraud war der Sohn eines Bäckers in Lyon. Ab 1903 arbeitete er als Journalist und war ab 1917 bei der satirischen Wochenzeitschrift Le Canard enchaîné und er schrieb für die Zeitschrift La Crapouillot. 1925 besuchte er die Sowjetunion und war desillusioniert von der dort herrschenden Diktatur (zuvor war er links ausgerichtet gewesen). 
Nachdem er sich für die Rechten bei den Unruhen am 6. Februar 1934 einsetzte, kam es zum Bruch mit Le Canard enchaîné. Er arbeitete auch als Auslands-Reporter für Petit Parisien und Paris-Soir und schrieb für die Zeitschrift Le Merle Blanc und 1928 bis 1943 für die rechte Wochenzeitschrift Gringoire (zu der er über seinen Freund Joseph Kessel kam). 1936 war er maßgeblich an der Verleumdungskampagne gegen den Innenminister Roger Salengro beteiligt, die diesen in den Suizid trieb. 
Béraud war insbesondere England-feindlich eingestellt und antisemitisch und unterstützte im Zweiten Weltkrieg das Vichy-Regime. Als Kollaborateur wurde er 1945 zum Tode verurteilt, aber von Charles de Gaulle vier Tage später zu lebenslanger Haft begnadigt, nachdem Schriftsteller wie François Mauriac interveniert hatten. 1950 kam er aus Gesundheitsgründen frei. Er starb auf seinem Wohnsitz auf der Ile de Ré.

## Werke
- L’École moderne de peinture lyonnaise, 1912
- Le Vitriol de Lune, 1921
- Le Martyre de l’obèse, 1922
- Lazarus, Albin Michel, 1924
- Ce que j’ai vu à Moscou, Les Éditions de France 1925
- Le Bois du templier pendu, Les Éditions de France, 1926
- Ce que j’ai vu à Berlin, Les Éditions de France, 1926
- La Gerbe d’or, Les Éditions de France, 1928
- Ce que j’ai vu à Rome, Les Éditions de France, 1929
- Les Lurons de Sabolas, 1932
- Ciel de suie, 1933
- Faut-il réduire l’Angleterre en esclavage, 1935
- Qu’as-tu fait de ta jeunesse ? 1941
- Les raisons d’un silence, Inter-France, 1944
- Les derniers beaux jours, Plon, 1953
- Portraits de contemporains.
- Retour sentimental vers Alphonse Daudet, 2001
- Écrits dans Gringoire (1928–1937), 2003
- Au Capucin Gourmand
- Le Flâneur salarié
- Rendez-vous européens, Les Éditions de France, 1928
- Henri Béraud. Le Canard enchaîné. Ecrits 1916–1919, Éditions du Lérot, 2010